# Riechedly Bazoer
Riechedly Bazoer (nascut el 12 d'octubre de 1996) és un futbolista neerlandès originari de Curaçao, que juga com a volant central per l'AZ Alkmaar a l'Eredivisie.